# Fuerte de São João (Espírito Santo)
El fuerte de São João se localizaba en la isla de Santo Antônio (hoy isla de Vitória), en la garganta que hace la bahía de Vitória, opuesto al cerro del Penedo, en el litoral del actual estado brasileño de Espírito Santo. Sobre los vestigios de este fuerte, fue erguida la sede social del Club de Regatas Saldanha da Gama.